# Natação no Campeonato Mundial de Esportes Aquáticos de 2022 - 100 m livre masculino
A prova dos 100 metros livre masculino da natação no Campeonato Mundial de Esportes Aquáticos de 2022 ocorreu nos dias 21 e 22 de junho, em Budapeste, na Hungria.

## Recordes
Antes desta competição, os recordes mundiais e do campeonato nesta prova eram os seguintes:
| Tipo                  | Atleta      | Tempo  | Local | Data                |
| --------------------- | ----------- | ------ | ----- | ------------------- |
|                       | César Cielo | 46s 91 | Roma  | 30 de julho de 2009 |
| Recorde do campeonato | César Cielo | 46s 91 | Roma  | 30 de julho de 2009 |

## Medalhistas
| Ouro                 | Prata                 | Bronze              |
| David Popovici (ROU) | Maxime Grousset (FRA) | Joshua Liendo (CAN) |

## Cronograma
Todos os horários são locais (UTC+2). 
| Data        | Hora  | Evento        |
| ----------- | ----- | ------------- |
| 21 de junho | 09:09 | Eliminatórias |
| 21 de junho | 18:26 | Semifinal     |
| 22 de junho | 18:22 | Final         |

## Resultados

### Eliminatórias
Esses foram os resultados das eliminatórias. A prova foi realizada no dia 21 de junho com início às 09:09.
| Pos. | Bateria | Raia | Nadador              | Nacionalidade                   | Tempo   | Notas            |
| ---- | ------- | ---- | -------------------- | ------------------------------- | ------- | ---------------- |
| 1    | 10      | 4    | David Popovici       | Roménia                         | 47.60   | Q                |
| 2    | 11      | 4    | Caeleb Dressel       | Estados Unidos                  | 47.95   | Q, RET           |
| 3    | 10      | 3    | Andrej Barna         | Sérvia                          | 48.15   | Q                |
| 4    | 10      | 6    | Joshua Liendo        | Canadá                          | 48.16   | Q                |
| 5    | 11      | 5    | Maxime Grousset      | França                          | 48.17   | Q                |
| 6    | 11      | 0    | Pan Zhanle           | China                           | 48.19   | Q                |
| 7    | 11      | 6    | Jacob Whittle        | Reino Unido                     | 48.23   | Q                |
| 8    | 10      | 7    | Lorenzo Zazzeri      | Itália                          | 48.29   | Q                |
| 9    | 10      | 5    | Nándor Németh        | Hungria                         | 48.33   | Q                |
| 10   | 9       | 3    | Brooks Curry         | Estados Unidos                  | 48.38   | Q                |
| 11   | 8       | 3    | Mikel Schreuders     | Aruba                           | 48.40   | Q,               |
| 11   | 10      | 0    | Dylan Carter         | Trinidad e Tobago               | 48.40   | Q,               |
| 13   | 11      | 1    | Szebasztián Szabó    | Hungria                         | 48.47   | Q                |
| 14   | 9       | 5    | Lewis Burras         | Reino Unido                     | 48.49   | Q                |
| 14   | 10      | 2    | Ruslan Gaziev        | Canadá                          | 48.49   | Q                |
| 16   | 9       | 4    | Alessandro Miressi   | Itália                          | 48.51   | Q                |
| 17   | 9       | 2    | Hwang Sun-woo        | Coreia do Sul                   | 48.61   | Q                |
| 17   | 10      | 1    | Zac Incerti          | Austrália                       | 48.61   |                  |
| 19   | 11      | 3    | Rafael Miroslaw      | Alemanha                        | 48.65   |                  |
| 20   | 9       | 6    | Roman Mityukov       | Suíça                           | 48.77   |                  |
| 21   | 6       | 5    | Jordan Crooks        | Ilhas Caimã                     | 48.79   |                  |
| 21   | 8       | 9    | Carter Swift         | Nova Zelândia                   | 48.79   | Recorde nacional |
| 23   | 11      | 2    | Katsuhiro Matsumoto  | Japão                           | 48.83   |                  |
| 24   | 9       | 8    | William Yang         | Austrália                       | 48.87   |                  |
| 25   | 9       | 7    | Gabriel Santos       | Brasil                          | 48.89   |                  |
| 26   | 9       | 0    | Marcelo Chierighini  | Brasil                          | 48.97   |                  |
| 27   | 9       | 1    | Hadrien Salvan       | França                          | 49.01   |                  |
| 28   | 11      | 8    | Stan Pijnenburg      | Países Baixos                   | 49.11   |                  |
| 29   | 11      | 9    | Heiko Gigler         | Áustria                         | 49.29   |                  |
| 30   | 8       | 2    | Tomer Frankel        | Israel                          | 49.34   |                  |
| 31   | 7       | 4    | Aleksey Tarasenko    | Uzbequistão                     | 49.35   | Recorde nacional |
| 32   | 8       | 4    | Sergio de Celis      | Espanha                         | 49.46   |                  |
| 33   | 8       | 6    | Odysseus Meladinis   | Grécia                          | 49.50   |                  |
| 34   | 8       | 0    | Daniel Zaitsev       | Estónia                         | 49.56   |                  |
| 35   | 8       | 1    | Alberto Mestre       | Venezuela                       | 49.59   |                  |
| 36   | 8       | 5    | Jorge Iga            | México                          | 49.70   |                  |
| 37   | 7       | 6    | Nicholas Lia         | Noruega                         | 49.83   |                  |
| 38   | 10      | 8    | Yang Jintong         | China                           | 49.92   |                  |
| 39   | 7       | 7    | Tomas Navikonis      | Lituânia                        | 49.93   |                  |
| 40   | 7       | 8    | Nikolas Antoniou     | Chipre                          | 49.97   | Recorde nacional |
| 41   | 7       | 5    | Ralph Daleiden       | Luxemburgo                      | 50.01   |                  |
| 41   | 9       | 9    | Jonathan Tan         | Singapura                       | 50.01   |                  |
| 43   | 10      | 9    | Robin Hanson         | Suécia                          | 50.06   |                  |
| 44   | 7       | 2    | Guido Buscaglia      | Argentina                       | 50.19   |                  |
| 45   | 11      | 7    | Sergii Shevtsov      | Ucrânia                         | 50.28   |                  |
| 46   | 6       | 6    | Deniel Nankov        | Bulgária                        | 50.30   |                  |
| 47   | 6       | 2    | Lamar Taylor         | Bahamas                         | 50.36   | Recorde nacional |
| 47   | 7       | 1    | Matej Duša           | Eslováquia                      | 50.36   |                  |
| 49   | 7       | 9    | Samy Boutouil        | Marrocos                        | 50.38   |                  |
| 50   | 6       | 3    | Hoàng Quý Phước      | Vietname                        | 50.43   |                  |
| 50   | 6       | 4    | Wesley Roberts       | Ilhas Cook                      | 50.43   |                  |
| 50   | 7       | 3    | Artur Barseghyan     | Armênia                         | 50.43   |                  |
| 53   | 7       | 0    | Ben Hockin           | Paraguai                        | 50.48   |                  |
| 54   | 6       | 9    | Waleed Abdulrazzaq   | Kuwait                          | 50.67   |                  |
| 55   | 6       | 1    | Clayton Jimmie       | África do Sul                   | 50.68   |                  |
| 56   | 6       | 8    | Dulyawat Kaewsriyong | Tailândia                       | 51.29   |                  |
| 57   | 5       | 6    | Luka Kukhalashvili   | Geórgia                         | 51.49   |                  |
| 58   | 4       | 5    | Colins Ebingha       | Nigéria                         | 51.53   |                  |
| 59   | 5       | 3    | Yousuf Al-Matrooshi  | Emirados Árabes Unidos          | 51.58   |                  |
| 60   | 5       | 8    | Pedro Chiancone      | Uruguai                         | 51.61   |                  |
| 61   | 5       | 1    | Jayhan Odlum-Smith   | Santa Lúcia                     | 51.87   |                  |
| 62   | 4       | 4    | Jesse Washington     | Bermudas                        | 51.94   |                  |
| 63   | 5       | 9    | Omar Abbass          | Síria                           | 51.99   |                  |
| 64   | 6       | 0    | Stefano Mitchell     | Antígua e Barbuda               | 52.02   |                  |
| 65   | 4       | 3    | Tomás Lomero         | Andorra                         | 52.16   |                  |
| 66   | 5       | 4    | Alaa Masoo           | Atleta refugiado                | 52.45   |                  |
| 67   | 5       | 5    | Matin Sohran         | Irão                            | 52.52   |                  |
| 68   | 4       | 6    | Bartal Eidesgaard    | Ilhas Feroé                     | 52.58   |                  |
| 69   | 5       | 0    | Steven Aimable       | Senegal                         | 52.80   |                  |
| 70   | 1       | 2    | Batbayaryn Enkhtamir | Mongólia                        | 52.95   |                  |
| 71   | 4       | 0    | Henrique Mascarenhas | Angola                          | 53.28   |                  |
| 72   | 3       | 5    | Yazan Al-Bawwab      | Palestina                       | 53.46   |                  |
| 73   | 5       | 2    | Gregory Anodin       | Ilhas Maurícias                 | 53.68   |                  |
| 74   | 4       | 2    | Ado Gargović         | Montenegro                      | 53.82   |                  |
| 75   | 4       | 1    | Belly-Cresus Ganira  | Burundi                         | 53.85   |                  |
| 76   | 4       | 8    | Collins Saliboko     | Tanzânia                        | 53.90   |                  |
| 77   | 2       | 9    | Irvin Hoost          | Suriname                        | 53.95   |                  |
| 78   | 4       | 9    | Swaleh Talib         | Atleta suspenso pela FINA       | 54.02   |                  |
| 79   | 1       | 3    | Mathieu Bachmann     | Seicheles                       | 54.08   |                  |
| 80   | 6       | 7    | Alexander Varakin    | Cazaquistão                     | 54.19   |                  |
| 81   | 1       | 6    | Christian Nikles     | Brunei                          | 54.71   |                  |
| 82   | 4       | 7    | Alassane Seydou      | Níger                           | 54.73   |                  |
| 83   | 3       | 2    | Marc Dansou          | Benim                           | 54.87   |                  |
| 84   | 3       | 6    | Finau Ohuafi         | Tonga                           | 54.95   |                  |
| 85   | 3       | 4    | Leon Seaton          | Guiana                          | 55.09   |                  |
| 86   | 3       | 3    | Shane Cadogan        | São Vicente e Granadinas        | 55.10   |                  |
| 87   | 2       | 3    | Eminguly Ballykov    | Turquemenistão                  | 55.99   |                  |
| 88   | 3       | 7    | Martin Muja          | Kosovo                          | 56.57   |                  |
| 89   | 1       | 5    | Jenebi Benoit        | Granada                         | 57.03   |                  |
| 90   | 3       | 8    | Eloi Imaniraguha     | Ruanda                          | 57.17   |                  |
| 91   | 3       | 0    | Sangay Tenzin        | Butão                           | 57.69   |                  |
| 92   | 2       | 1    | Benjamin Ko          | Guam                            | 57.70   |                  |
| 93   | 2       | 8    | Travis Sakurai       | Palau                           | 59.63   |                  |
| 94   | 2       | 0    | Kyler Kihleng        | Estados Federados da Micronésia | 1:00.72 |                  |
| 95   | 3       | 9    | Edgar Iro            | Ilhas Salomão                   | 1:00.73 |                  |
| 96   | 2       | 4    | Asher Banda          | Malawi                          | 1:03.72 |                  |
| 96   | 2       | 6    | Phillip Kinono       | Ilhas Marshall                  | 1:03.72 |                  |
| 98   | 2       | 7    | Diosdado Miko Eyanga | Guiné Equatorial                | 1:10.26 |                  |
| 99   | 2       | 5    | Asdad Fenelus        | Haiti                           | 1:17.87 |                  |
| 100  | 1       | 4    | Freddy Mayala        | República do Congo              | DNS     | DNS              |
| 100  | 2       | 2    | Ahmed Al-Hasani      | Iraque                          | DNS     | DNS              |
| 100  | 3       | 1    | Adnan Kabuye         | Uganda                          | DNS     | DNS              |
| 100  | 5       | 7    | Kledi Kadiu          | Albânia                         | DNS     | DNS              |
| 100  | 8       | 7    | Mohamed El-Sayed     | Egito                           | DNS     | DNS              |
| 100  | 8       | 8    | Ian Ho               | Hong Kong                       | DNS     | DNS              |

### Semifinal
Esses foram os resultados das semifinais. A prova foi realizada no dia 21 de junho com início às 18:26.
| Pos. | Bateria | Raia | Nadador            | Nacionalidade     | Tempo | Notas            |
| ---- | ------- | ---- | ------------------ | ----------------- | ----- | ---------------- |
| 1    | 2       | 4    | David Popovici     | Roménia           | 47.13 | Q, WJ            |
| 2    | 1       | 5    | Maxime Grousset    | França            | 47.54 | Q                |
| 3    | 2       | 5    | Joshua Liendo      | Canadá            | 47.55 | Q                |
| 4    | 2       | 1    | Lewis Burras       | Reino Unido       | 47.63 | Q,               |
| 5    | 2       | 3    | Pan Zhanle         | China             | 47.65 | Q, =             |
| 6    | 2       | 8    | Alessandro Miressi | Itália            | 47.89 | Q                |
| 7    | 2       | 2    | Brooks Curry       | Estados Unidos    | 47.90 | Q                |
| 8    | 1       | 6    | Nándor Németh      | Hungria           | 47.96 | DES              |
| 8    | 2       | 6    | Lorenzo Zazzeri    | Itália            | 47.96 | DES              |
| 10   | 1       | 4    | Andrej Barna       | Sérvia            | 47.97 |                  |
| 11   | 1       | 8    | Hwang Sun-woo      | Coreia do Sul     | 48.08 |                  |
| 12   | 1       | 7    | Szebasztián Szabó  | Hungria           | 48.19 |                  |
| 12   | 1       | 3    | Jacob Whittle      | Reino Unido       | 48.19 |                  |
| 14   | 2       | 7    | Dylan Carter       | Trinidad e Tobago | 48.30 | Recorde nacional |
| 15   | 1       | 2    | Mikel Schreuders   | Aruba             | 48.73 |                  |
| 16   | 1       | 1    | Ruslan Gaziev      | Canadá            | 49.00 |                  |

Desempate
Uma prova extra foi realizada dia 21 de junho às 20:20 para a definição dl último finalista.
| Posição | Raia | Nadador         | Nacionalidade | Tempo | Notas |
| ------- | ---- | --------------- | ------------- | ----- | ----- |
| 1       | 4    | Nándor Németh   | Hungria       | 47.69 | Q     |
| 2       | 5    | Lorenzo Zazzeri | Itália        | 48.04 |       |

### Final
A final foi realizada em 22 de junho às 18:22.
| Pos.              | Raia | Nadador            | Nacionalidade  | Tempo | Notas |
| ----------------- | ---- | ------------------ | -------------- | ----- | ----- |
| Medalha de ouro   | 4    | David Popovici     | Roménia        | 47.58 |       |
| Medalha de prata  | 5    | Maxime Grousset    | França         | 47.64 |       |
| Medalha de bronze | 3    | Joshua Liendo      | Canadá         | 47.71 |       |
| 4                 | 2    | Pan Zhanle         | China          | 47.79 |       |
| 5                 | 1    | Brooks Curry       | Estados Unidos | 48.00 |       |
| 6                 | 8    | Nándor Németh      | Hungria        | 48.13 |       |
| 7                 | 6    | Lewis Burras       | Reino Unido    | 48.23 |       |
| 8                 | 7    | Alessandro Miressi | Itália         | 48.31 |       |

Legenda
| Recorde mundial       | Recorde mundial (World record)               |                       | Recorde africano                      | Recorde africano (African) |                                           | Q | Classificado por posição (Qualified) |
| Recorde do campeonato | Recorde do campeonato (Championship record)  | Recorde da América    | Recorde da América (Americas)         | q                          | Classificado por melhor tempo (Qualified) |   |                                      |
| Melhor marca do ano   | Melhor marca do ano (World leading)          | Recorde asiático      | Recorde asiático (Asian)              | DNS                        | Não largou (Did not start)                |   |                                      |
| Recorde nacional      | Recorde nacional (National record)           | Recorde europeu       | Recorde europeu (European)            | DNF                        | Não terminou (Did not finish)             |   |                                      |
| Recorde pessoal       | Recorde pessoal do atleta (Personal best)    | Recorde da Oceania    | Recorde da Oceania (Oceania)          | DSQ / DQ                   | Desclassificado (Disqualified)            |   |                                      |
| Recorde da temporada  | Recorde da temporada do atleta (Season best) | Recorde sul-americano | Recorde sul-americano (South America) | NM                         | Sem marca (No mark)                       |   |                                      |